# Dennis Huwaë
Dennis Huwaë (Zaanstad, 24 juli 1984) is een Nederlands chef-kok en mede-eigenaar van restaurant Daalder en Daalder Atelier.

## Carrière

### Jonge jaren
Halverwege zijn opleiding voor Consumptieve Techniek in Zaandam, ontdekte de chef zijn passie voor koken. Zo besloot hij de koksopleiding aan het ROC Amsterdam te volgen en rondde deze af in 2005. Tijdens zijn studie kwam hij in aanraking met Guy Van Cauteren en liep vervolgens stage bij 't Laurierblad in België en The Fat Duck in het Verenigd Koninkrijk. Na zijn studie ging hij aan de slag in de keuken van Moshik Roth als diens souschef, in het met twee Michelinsterren onderscheiden &samhoud places.

### Daalder
Begin 2016 werd Dennis Huwaë mede-eigenaar van restaurant Daalder in Amsterdam. Deze eetgelegenheid was op dat moment gevestigd in de Amsterdamse wijk de Jordaan. Het werd in 2008 geopend door horecaondernemer Frans van Dam. De eetgelegenheid heeft 15,5 van de 20 punten in de Franse GaultMillau-gids. Dezelfde gids onderscheidde chef Huwaë met de prijs: 'Talentvol chef van het jaar 2018'. In maart 2021 werd restaurant Daalder onderscheiden met een Michelinster.
In 2021 verhuist Restaurant Daalder naar een nieuwe locatie aan de Postjesweg 1 in de Amsterdamse wijk De Baarsjes. Dit pand is voormalig schoolgebouw Het Sieraad. Later opent hij een nieuwe zaak: Daalder Atelier in de oude locatie aan de Lindengracht 90 onder de naam Daalder Atelier.

## Privé
Huwaë heeft drie kinderen.

## Onderscheidingen
- In 2020 eindigde de chef op nummer 96 in The Best Chef Award top 100.[9]
- In 2021 eindigde de chef op nummer 64 in The Best Chef Award top 100[10]
- De prijs voor talentvol chef van het jaar 2018 in de GaultMillau-gids.[11]
- Hij ontving in maart 2021 voor restaurant Daalder zijn eerste Michelinster.[12]

## Trivia
- Dennis Huwaë jureerde in 2020 bij The Chefs' Line Nederland dat uitgezonden werd door 24Kitchen.[13]
- De chef doet in 2021 mee aan Snackmasters en stond na de winst tegen Jacob Jan Boerma in de halve finale.[14] Hij eindigde in de finale tegen Ron Blaauw.